# 喻漢
喻漢（15世紀—16世紀），字宗之，號桂泉，廣西梧州府藤縣五袴廂人，明朝政治人物。

## 生平
喻漢自小聰明，過目不忘，御史萬祥一見即器重，弘治十七年（1504年）甲子科廣西鄉試解元，正德九年（1514年）甲戌科進士，獲授行人司行人，一時知名人士都願意和他交往，十四年（1519年）試授湖廣道監察御史，十五年（1520年）實授湖廣道監察御史，前往河南清軍有捕盜功勞，陞浙江按察司僉事，有卓異政績，七次獲推薦，轉為江西按察司副使，與李夢陽友好，不久受命為廣東提學副使，未就任已去世。他為官公正、執法嚴明，節操終身不易，因此窮得無法殮葬，而他亦無子，以姪子嗣後，入祀鄉賢祠。

## 家族
長兄喻江，弘治五年舉人；次兄喻淮、三兄喻河皆為弘治八年舉人，人稱「喻氏四傑」。

## 引用
1. 1 2  光緒《藤縣志·卷十七·人物志》：喻漢，字宗之，號桂泉，江弟，穎異性成，過目成誦，童稚時侍御萬祥一見即器重之曰：「喻氏四傑，季最白眉。」宏治十七年以儒士發解，正德戊辰【甲戌】成進士，一時知名之士無願不與之交，初授行人，擢御史清戎中州，有獲盜功，陞浙江僉憲，以卓異聞，七膺薦剡，轉江右憲副，與李崆峒友善，尋命提督廣東學政，未任而卒，歷官公正，執法嚴明，冰蘖矢操，終身不易，卒時殮具不給，無子，以姪嗣，著作甚富，足為世模，祀鄉賢。
2. ↑  光緒《藤縣志·卷十四·選舉志》：進士……明……正德九年甲戌 喻漢 五袴廂人，官廣東學政，詳人物……鄉舉 明……宏治十七年甲子科 喻漢 解元，五袴廂人，江弟，見進士
3. ↑  《明武宗毅皇帝實錄·卷一百八十》：（正德十四年十一月）癸丑授……行人喻漢……俱試監察御史……占祺、漢湖廣道……
4. ↑  《明武宗毅皇帝實錄·卷一百八十六》：（正德十五年五月庚戌）實授試監察御史王鈞、彭占祺、喻漢、傅桂、鄭本公、簡霄、郭楠、俞集、周在、胡松、吉棠、范永鑾、金符、王杲、鄭氣為監察御史，鈞福建道，占祺、漢湖廣道……
5. ↑  同治《廣西通志·卷二百六十五·列傳十》：喻漢，字宗之，藤縣人，正德甲戌進士，授行人，擢御史，累官江西副使，與李夢陽友善，尋提學廣東，未任卒，漢廉介執法，人不敢干以私，卒時殮具不給。